# Franciszek Aleksandrowicz

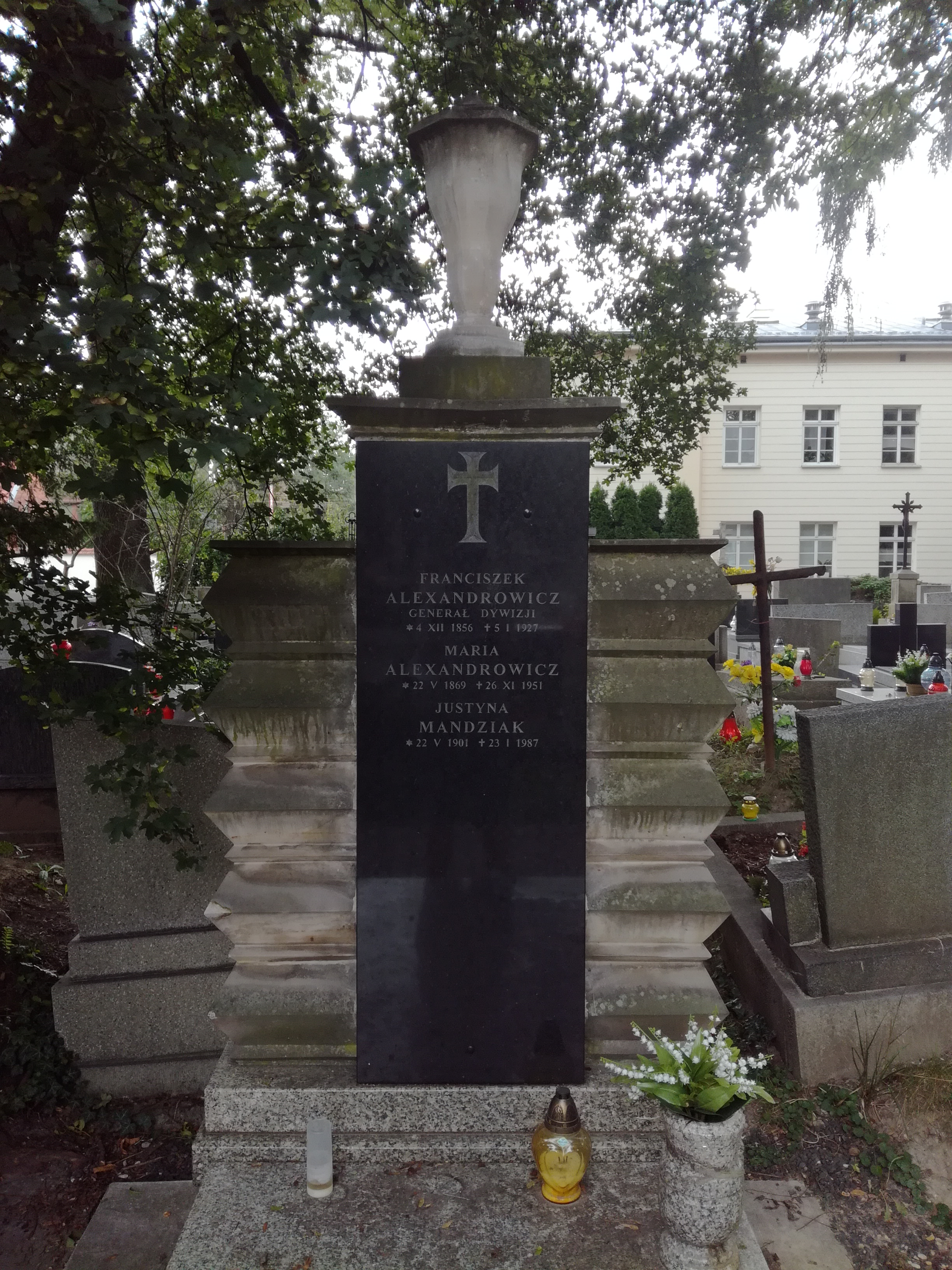
Grób gen. Franciszka Aleksandrowicza na cmentarzu Rakowickim

Franciszek Aleksandrowicz (ur. 4 grudnia 1856 we Lwowie, zm. 3 stycznia 1927 w Krakowie) – generał dywizji Wojska Polskiego, kawaler Orderu Virtuti Militari.

## Życiorys
Urodził się 4 grudnia 1856 we Lwowie, w rodzinie Józefa i Adeli z Szindlerów. Ukończył pięć klas w c. k. Gimnazjum w Kołomyi. 1 stycznia 1874 został asenterowany do cesarskiej i królewskiej Armii. Ukończył Niższą Realną Szkołę Wojskową w Koszycach. 1 listopada 1875 został mianowany kadetem, a 1 maja 1876 awansowany na zastępcę oficera. Na stopień porucznika został mianowany ze starszeństwem z 1 listopada 1876 i wcielony do 24 Galicyjskiego Pułku Piechoty, który wówczas stacjonował w Budapeszcie. Od 1 października 1887 dowodził kompanią, a od 6 czerwca 1897 batalionem. W 1896 w Wiedniu zdał egzamin na oficera sztabowego. Zakończył Akademię Sztabu Generalnego w Wiedniu. W latach 1906–1909 był komendantem 11 Pułku Piechoty Obrony Krajowej Jičín w Jičínie. 1 lipca 1909 na własne żądanie został przeniesiony w stan spoczynku. 4 czerwca 1912 został mianowany tytularnym generałem majorem. Po wybuchu I wojny światowej został powołany do służby czynnej (reaktywowany) i 12 września 1914 mianowany komendantem 4 Brygady Pospolitego Ruszenia, wchodzącej w skład załogi Twierdzy Kraków. 1 stycznia 1915 został członkiem i przewodniczącym Najwyższego Trybunału Wojskowego w Wiedniu. Od 15 kwietnia 1917 do 20 października 1918 pełnił funkcję przewodniczącego Komisji Zażaleń w Morawskiej Ostrawie (referat metalowy).
Od 5 listopada 1918 dowódca Wojsk Polskich na Śląsku. Tego samego dnia przybył do Białej i Bielska. Na polecenie Rady Narodowej Księstwa Cieszyńskiego 17 listopada pod jego dowództwem wkroczyło polskie wojsko do Bielska, które stało w opozycji do propolskich dążeń większości mieszkańców Księstwa Cieszyńskiego. 26 listopada nakazał władzom miasta Bielska by ponownie powiesili zerwanego orła polskiego z gmachu poczty. Ze względu na skomplikowaną sytuację polityczną na terenie „bielsko-bialskiej niemieckiej wyspy językowej” sprawował militarny nadzór nad regionem do 7 grudnia 1918, kiedy to niemiecki burmistrz Bielska Edmund Eichler złożył ślubowanie na wierność rządowi polskiemu w Warszawie. 
Od stycznia do kwietnia 1919 dowódca Grupy Operacyjnej. 5 marca 1919 został przyjęty z dniem 1 listopada 1918 do Wojska Polskiego z zatwierdzeniem posiadanego stopnia generała podporucznika ze starszeństwem od dnia 4 czerwca 1912. W marcu 1919 na czele oddziałów wojskowych wyruszył z Żywca na odsiecz Lwowa. Od 25 kwietnia 1919 dowodził 4 Dywizją Piechoty na froncie małopolskim. Po początkowych sukcesach doznał niepowodzeń. 13 grudnia 1919 Naczelny Wódz zwolnił go ze stanowiska i oddał do dyspozycji Ministerstwa Spraw Wojskowych. 7 kwietnia 1920 został przydzielony do Stacji Zbornej w Warszawie. 1 maja 1920 został zatwierdzony z dniem 1 kwietnia 1920 w stopniu generała podporucznika, w grupie oficerów byłej armii austro-węgierskiej. 14 października 1920 został przydzielony do Centralnej Komisji Kontroli Stanów przy MSWojsk. 25 stycznia 1921 minister spraw wojskowych generał porucznik Kazimierz Sosnkowski podziękował mu za położone zasługi na zajmowanych stanowiskach i udzielił urlopu od 1 lutego do 31 marca 1921. Z dniem 1 kwietnia 1921 został przeniesiony w stały stan spoczynku, w stopniu generała podporucznika. 26 października 1923 Prezydent RP Stanisław Wojciechowski zatwierdził go w stopniu generała dywizji.
Mieszkał w Krakowie przy ul. Łobzowskiej 29. Został pochowany na cmentarzu Rakowickim (kwatera HE, rząd zach.).
Był dwukrotnie żonaty. Z pierwszego związku miał córkę Irenę (ur. 2 maja 1889). Po raz drugi ożenił się z Marią z Gregorowiczów (1869–1951), z którą miał syna Karola (ur. 13 października 1902).

## Ordery i odznaczenia
- Krzyż Srebrny Orderu Wojskowego Virtuti Militari nr 5275[21] – 24 marca 1922[22]
- Krzyż Walecznych czterokrotnie (po raz pierwszy „za obronę Lwowa” nr 36628 w 1922[23], po raz trzeci nr 42473[24][25])
- Krzyż na Śląskiej Wstędze Waleczności i Zasługi
- Krzyż za Obronę Śląska Cieszyńskiego II kl. (2 października 1919)[26],
- Krzyż Wołyński
- Odznaka Honorowa „Orlęta”[27]
- Krzyż Zasługi Wojskowej 3 klasy – 1908
- Brązowy Medal Zasługi Wojskowej na czerwonej wstążce